# Stockwell
Stockwell is een wijk in het Londense bestuurlijke gebied Lambeth, in de regio Groot-Londen.

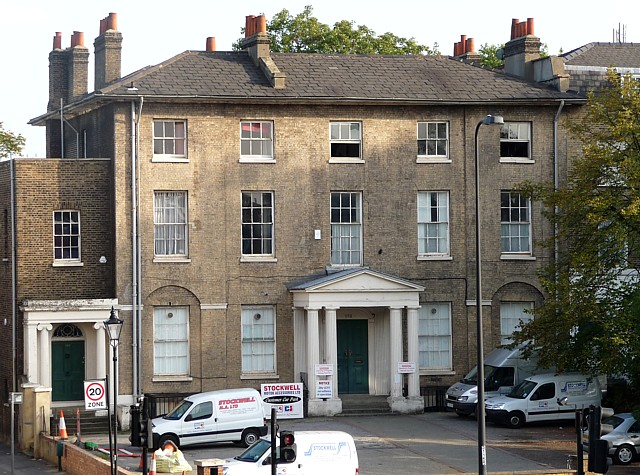
Clapham Road
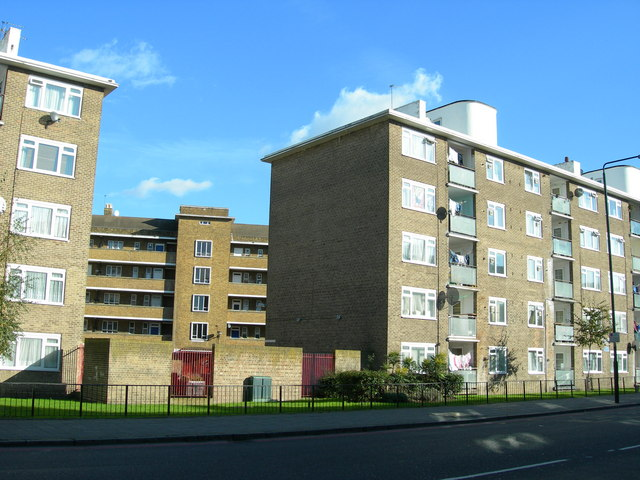
Flats aan Stockwell Road
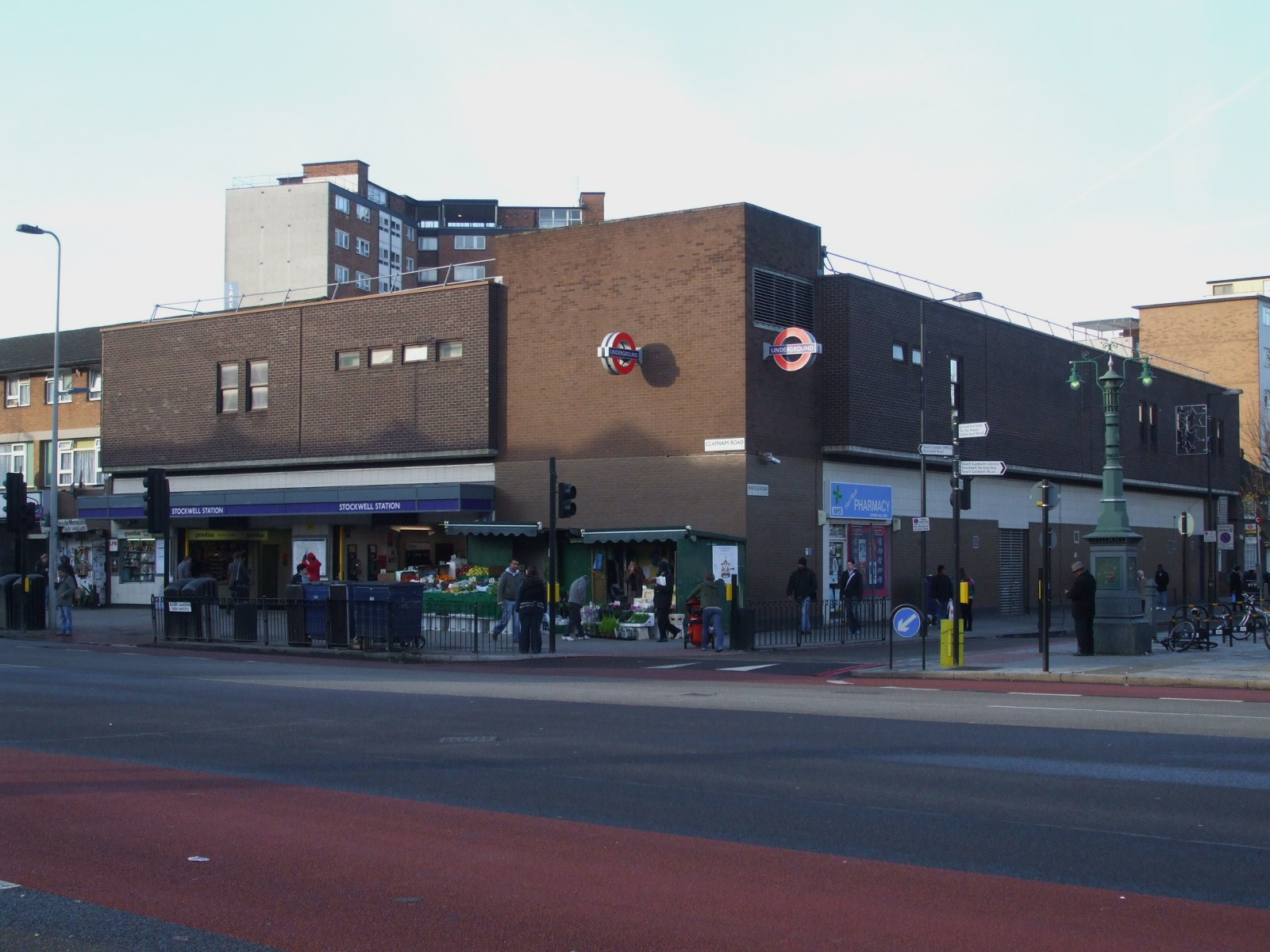
Metrostation Stockwell